# تیلیچ، استان لهستان کوچک‌تر
تیلیچ، استان لهستان کوچک‌تر (به لاتین: Tylicz) یک منطقهٔ مسکونی در لهستان است که در Gmina Krynica-Zdrój واقع شده‌است.

## خصوصیات
تیلیچ ۲٬۰۰۰ نفر جمعیت دارد.